# Tramea aquila
Tramea aquila – gatunek ważki z rodziny ważkowatych (Libellulidae).